# Lamellisabella pallida
Lamellisabella pallida är en ringmaskart som beskrevs av Southward 1976. Lamellisabella pallida ingår i släktet Lamellisabella och familjen skäggmaskar. Inga underarter finns listade i Catalogue of Life.